# Borovac (Medveđa)
Borovac es un pueblo ubicado en la municipalidad de Medveđa, en el distrito de Jablanica, Serbia.

## Superficie
Posee una superficie de 8,594 kilómetros cuadrados.

## Demografía
Hasta 2011 la población era de 47 habitantes, con una densidad de población de 5,469 habitantes por kilómetro cuadrado.